# Wakacje

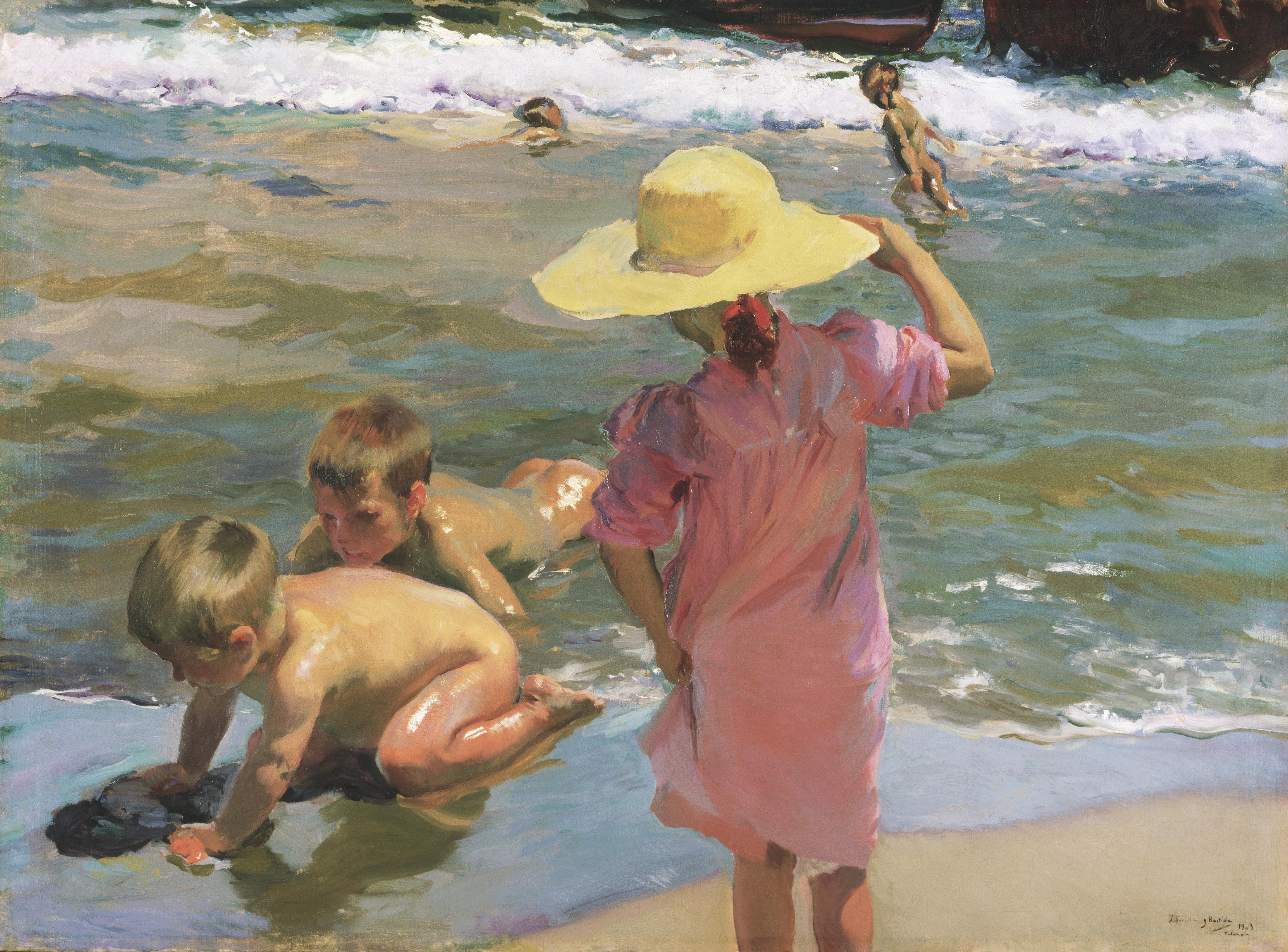
Joaquín Sorolla y Bastida, Dzieci nad morzem, 1903

Wakacje (łac. vacatio, uwolnienie) – okres wolny od nauki szkolnej.
Terminy i długości wakacji są zróżnicowane w wielu krajach, a nawet w ich poszczególnych częściach. Istotnymi czynnikami mającymi wpływ na terminy wakacji były święta religijne oraz rytm pracy rolników i związana z tym konieczność udziału wszystkich członków rodziny, w tym dzieci, w pracach rolniczych, a także klimat.

## Polska
W Polsce wakacje to potoczna nazwa ferii letnich. Do roku szkolnego 2009/2010 wakacje obejmowały okres od dnia następnego po pierwszym piątku po 18 czerwca do ostatniego dnia sierpnia danego roku, czyli od końca roku szkolnego do ponownego jego rozpoczęcia w szkole podstawowej, gimnazjum i liceum.
Od 2011 roku wakacje rozpoczynały się w sobotę po ostatnim piątku czerwca i trwały do końca sierpnia. Zmiana ta została wprowadzona w związku ze zwiększeniem liczby dni wolnych w czasie roku szkolnego. W roku 2017 wakacje rozpoczęły się 23 czerwca, a skończyły 3 września. Ma to związek z nową regulacją, zakładającą, że zajęcia dydaktyczno-wychowawcze będą się kończyć w pierwszy piątek po 20 czerwca. Jeżeli począwszy od roku szkolnego 2018/2019 święto Bożego Ciała wypada w czwartek poprzedający bezpośrednio piątek po 20 czerwca, zajęcia kończą się w środę poprzedzającą dzień tego święta. W takiej sytuacji wakacje będą się rozpoczynać w dzień tego święta.